# Snow Man
Snow Man（スノーマン）は、日本の9人組男性アイドルグループ。所属事務所はSTARTO ENTERTAINMENT。所属レコードレーベル会社はMENT RECORDING。

## 概要
2012年5月3日に結成。6人組グループとして活動したのち、2019年1月17日にラウール（当時少年忍者）、向井康二（当時関西ジャニーズJr.）、目黒蓮（当時宇宙Six）の3人が加入して9人組グループとなり、2020年1月22日発売の『D.D.』でCDデビュー。グループ全体としてアクロバットやダンスなどのパフォーマンスを得意としており、主に舞台やバラエティ番組等で幅広く活動している。
グループ名の由来は前身ユニットのMis Snow Manで、前者6人を含む当時のメンバーのイニシャルを取って命名、その後紆余曲折を経て「Snow Man」となり現在に至るとのこと。読みは「スノーマン」で、その名前から雪だるまで表現されることがある。

## メンバー
STARTO ENTERTAINMENTによる公式情報サイト順に列挙。
| 名前                            | 生年月日               | 出身地 | 血液型 | メンバーカラー | 入所日         | 備考                                                          |
| ------------------------------- | ---------------------- | ------ | ------ | -------------- | -------------- | ------------------------------------------------------------- |
| 岩本 照 （いわもと ひかる）     | 1993年5月17日（32歳）  | 埼玉県 | A型    | 黄             | 2006年10月1日  | - リーダー                                                    |
| 深澤 辰哉 （ふかざわ たつや）   | 1992年5月5日（33歳）   | 東京都 | B型    | 紫             | 2004年8月12日  |                                                               |
| ラウール                        | 2003年6月27日（22歳）  | 東京都 | A型    | 白             | 2015年5月2日   | - 2019年1月17日加入 - 少年忍者のメンバーとして活動していた。  |
| 渡辺 翔太 （わたなべ しょうた） | 1992年11月5日（32歳）  | 東京都 | B型    | 青             | 2005年6月26日  |                                                               |
| 向井 康二 （むかい こうじ）     | 1994年6月21日（31歳）  | 奈良県 | A型    | オレンジ       | 2006年10月8日  | - 2019年1月17日加入 - グループ唯一の関西ジャニーズJr.出身者。 |
| 阿部 亮平 （あべ りょうへい）   | 1993年11月27日（31歳） | 千葉県 | AB型   | 緑             | 2004年8月12日  |                                                               |
| 目黒 蓮 （めぐろ れん）         | 1997年2月16日（28歳）  | 東京都 | B型    | 黒             | 2010年10月30日 | - 2019年1月17日加入 - 宇宙Sixのメンバーとして活動していた。   |
| 宮舘 涼太 （みやだて りょうた） | 1993年3月25日（32歳）  | 東京都 | A型    | 赤             | 2005年10月1日  |                                                               |
| 佐久間 大介 （さくま だいすけ） | 1992年7月5日（33歳）   | 東京都 | O型    | ピンク         | 2005年9月25日  |                                                               |

## 来歴

### デビュー前

#### 結成〜6人時代
2009年に前身ユニットであるMis Snow Manが結成され、2010年から『滝沢歌舞伎 -TAKIZAWA KABUKI-』などで本格的に8人で活動を始める。
そのうちの深澤辰哉、佐久間大介、渡辺翔太、宮舘涼太、 岩本照、阿部亮平の6人で 2012年5月3日、滝沢秀明の舞台『滝沢歌舞伎2012』では6人がステージに立った際、パフォーマンス中にバックスクリーンの電光掲示板に「Snow Man」と突然文字が現れ、本人達にもサプライズで正式にグループ名が発表され、グループ結成に至る。名付け親も滝沢秀明。
タッキー&翼、Kis-My-Ft2、A.B.C-Zなど先輩のバックダンサーを務めながらも、舞台『DREAM BOYS』や『滝沢歌舞伎』の常連としても出演し続け、2015年から『少年たち』シリーズで東京公演にてSixTONESと共に主演を務める。キャリアや全員がアクロバットが得意であることから“職人集団”とも言われ、先輩からバックについてほしいJr.として指名されることが多く、2016年の年間総ステージ数は総数200を上回っていた。そのため、Kis-My-Ft2のメンバーや滝沢秀明から「予約の取れない名店」、「予約のとれない焼肉屋」などと称された。

#### 3人の加入、そしてデビュー決定
2019年1月17日、関西ジャニーズJr.の向井康二、宇宙Sixの目黒蓮、そして滝沢が以前からその輝きに目をつけていたといわれていた少年忍者の村上真都ラウールの3人が新たにメンバーとして加入した。3月24日の横浜アリーナ公演で9人が揃った姿がファンの前で初めてお披露目された。
2019年8月8日、『ジャニーズJr.8.8祭り〜東京ドームから始まる〜』にて、2020年にSixTONESと同時にジャニーズ事務所史上初めて2組同時にCDデビューすることが発表され、同年にアジアツアー行うことや、公式Weiboを開設することも合わせて発表された。また、目黒は同日をもって所属していた宇宙Sixを脱退し、Snow Manとしての活動に専念することも合わせて発表された。
2019年10月23日、YouTubeのJohnny's officialチャンネルでSixTONESと行った合同ライブ配信では、デビュー日が2020年1月22日になること、およびSixTONESとの両A面シングルとしての発売になることが発表された。11月19日、単独ファンクラブの発足を発表。12月25日にはグループ単独のオフィシャルYouTubeチャンネルがオープンした。同年12月31日には『第70回NHK紅白歌合戦』に生出演し、SixTONES、ジャニーズJr.と共にジャニー喜多川の追悼企画としてスペシャルパフォーマンスを披露した。

### デビュー以降

#### 2020年
2020年1月22日に発売されたデビューシングル『D.D./Imitation Rain』は発売初日に77.3万枚を売り上げ、1月21日付オリコンデイリーランキングで初登場1位を記録。発売3日目の1月23日付オリコンデイリーシングルランキングでは累積枚数109.4万枚を売り上げ、ミリオンを達成。ウィークリーチャートでも初登場1位を獲得し、史上初のデビューシングル初週ミリオンを達成した。2月1日にはタイ・バンコクにグループ初の海外遠征。「JAPAN EXPO THAILAND 2020」に出演し、デビュー曲「D.D.」を含めた4曲を披露した。
3月25日、TBS系列でグループ初の冠番組『それSnow Manにやらせて下さい』（それスノ）が放送される。しかし、同月30日、岩本が当時ジャニーズJr.時代に未成年と飲酒していたという報道があり、所属事務所が岩本の一定期間の活動自粛を発表した。これを受けて、同日に生放送されたTBS系の音楽番組『CDTVライブ!ライブ! 初回4時間スペシャル』では岩本以外のメンバー8人が横1列に立って並び、代表で深澤が謝罪した。また、4月3日にはグループとしては初のアニメ主題歌となった、テレビアニメ『ブラッククローバー』のオープニング曲である「Stories」を担当することが発表された。放送版では岩本を除いた8人での歌唱だったが、シングル盤では岩本も収録に参加している。
ジャニーズ事務所所属グループによる新型コロナウイルス感染拡大防止の支援活動『Smile Up! Project』の一環として5月13日に結成が発表された75名の期間限定ユニット「Twenty★Twenty」に参加し、8月12日にシングル『smile』をリリースした。
7月1日、芸能活動を自粛していた岩本が芸能活動を再開することが、公式サイトのJohnny's netおよびJohnny's Webにて発表された。
12月4日、2019年度より務めてきた舞台『滝沢歌舞伎ZERO』を初めて映画化し、Snow Manがグループとして初主演を務めた映画『滝沢歌舞伎 ZERO 2020 The Movie』が公開された。
12月15日、2ndシングル『KISSIN'MY LIPS/Stories』が同日発表の「オリコン週間シングルランキング」にて週間0.3万枚を売り上げ、累積枚数が100.2万枚となりミリオンを突破。前作に続き2作連続でのミリオン突破となった。
12月21日、宮舘が新型コロナウイルスに感染したことを所属事務所が公表した。これに伴い、同日に出演予定であった『CDTVライブ!ライブ! 4時間SP』（TBS系）への出演が見合わせとなった。23日には、宮舘以外のメンバー8人とマネージャー1人の計9名が保健所から濃厚接触者と判定されたことも発表。それに伴い、初出場が決まっていた『第71回NHK紅白歌合戦』（同月31日放送）を含む年末年始の仕事がほぼ全てキャンセルとなった。

#### 2021年
自宅での隔離観察を終えて、1月6日、宮舘以外のメンバー8人が活動を再開し、9日には宮舘も活動を再開した。
8月28日、阿部亮平の新型コロナウイルス感染を公表。同日、出演予定だった『FNSラフ&ミュージック〜歌と笑いの祭典〜』（フジテレビ系）へのグループの出演を辞退した。その後、阿部は自宅での隔離観察を終えて9月12日より活動を再開した。
12月31日、『第72回NHK紅白歌合戦』に1年越しに初出場し、デビュー曲「D.D.」を披露した。

#### 2022年
1月15日、Kis-My-Ft2とSnow Manが所属するジャニーズ事務所とエイベックスの初のタッグによる新レーベル「MENT RECORDING」の設立を発表。同日付でデビューから約2年間所属していたavex traxから新たにMENT RECORDINGに所属及び移籍となった。
1月20日、宮舘、向井、ラウールが新型コロナウイルスに感染したことを所属事務所が報告した。それに伴い、同月21日に生配信が予定されていた『SixTONES・Snow Manデビューから丸2年記念カウントダウン スペシャルイベント』については配信延期が決定した。なお、宮舘は前述に続き2度目の陽性となった。自宅での隔離観察を終えて、3人とも2月1日に活動を再開した。
グループとして主演を務め、主題歌「ブラザービート」も担当した実写映画『おそ松さん』が3月25日に全国公開され、3日間で観客動員45万人突破し、2022年公開の邦画No.1となるスタートを切った。
8月19日、MENT RECORDINGがSnow ManのTikTok公式アカウントを開設。10月5日には公式Instagramも開設し、初のインスタライブも行われた。
12月31日、『第73回NHK紅白歌合戦』へ2年連続2度目の出場。特別企画『ディズニースペシャルメドレー』にも出演した。

#### 2023年
5月26日から7月2日にかけて、初の4大ドームツアーとなる『Snow Man 1st DOME tour 2023 i DO ME』を開催。京セラドーム大阪、東京ドーム、福岡PayPayドーム、バンテリンドーム ナゴヤで計10公演を行い、46万人を動員した。
12月31日、自身のYouTubeチャンネルで『Snow Man Special Live〜みんなと楽しむ大晦日！〜』を20:30から22:00までの「ライブコーナー」と23:45から0:15までの「カウントダウントークコーナー」の2部制で配信。最大同時接続者数は133万3063となり、2020年6月に手越祐也が記録した約132万人を上回り、日本新記録を樹立した。X（旧Twitter）では同時間帯に放送されていた『第74回NHK紅白歌合戦』の「#NHK紅白」に次いで「#SnowManみな楽Live」がトレンド2位を獲得した。また、この配信前にはYouTubeの登録者数が300万人を突破した。

#### 2024年
10月14日12:00に『One』でサブスクリプション&ダウンロード配信を解禁。10月23日発表のオリコン週間デジタルシングル（単曲）ランキングにて自身初のデジタルランキングで1位を獲得した。
11月9日から12月27日にかけて、初の5大ドームツアー『Snow Man Dome Tour 2024 RAYS』を開催。これはジャニーズ事務所時代を含むSTARTO ENTERTAINMENTの所属タレントでは5組目、2020年1月のCDデビューから4年10か月という史上最速での達成となる。
12月31日に2年連続で大みそかYouTube生配信「Snow Man Special Live〜みんなと楽しむ大晦日！2024 - 2025〜」が20:30から22:00までの「ライブコーナー」と、23:30から0:10までの「カウントダウンコーナー」の2部制で行われ、最大同時接続数は126万人を突破し、当日の国内1位を記録した。

#### 2025年
1月22日にCDデビュー5周年を迎え、初のベストアルバム『THE BEST 2020-2025』を発売。当日朝の各局の情報番組をジャックし、21:00からはYouTube生配信｢Snow Man デビュー5周年！みんなで祝っちゃおう生配信｣が行われ、4月に国立競技場、6月に日産スタジアムでグループ初のスタジアムツアーが行われることが発表された。アルバムは初日売上110.5万枚でオリコンデイリーランキング史上初の初日売上でのミリオン達成、初週売上139.5万枚でオリコン週間アルバムランキング令和最高売上を記録し、史上初の「1stアルバムから5作連続累積ミリオン」も達成した。2月18日には累積売上150.8万枚となり、自身初の累積売上150万枚超えの作品となった。4月7日午前0時よりストリーミング&ダウンロードで配信され、オリコン週間デジタルアルバムランキングにて自身初のデジタルアルバムランキング1位を獲得した。
4月19日・20日、デビュー5周年記念のスタジアム公演を初の国立競技場で開催。

### メンバー増員までの経緯
2012年から本格的に6人で活動し、「ダンスはJr.のなかで随一」と評され、シアタークリエで開催された「ジャニーズ銀座」でのグループ単独公演にて、数枚の当日券目当てに1000人以上並ぶなど実績を積みつつも、デビューの機会にはなかなか恵まれず、先輩のバックとして踊る日々が続く。仕事はあるものの、前に進めているのか変わらない状況が続き、自分たちよりも先に同期や後輩のデビューに「また先を越されたのか」と感じ、辞めようかと何度も考えたという。
そんな中、2019年1月にジャニー喜多川と滝沢秀明からジャニーズJr.のグループ「少年忍者」のメンバーのラウール、「宇宙Six」のメンバーの目黒蓮、関西ジャニーズJr.の向井の3人が新メンバーとして加入する提案をされる。増員を受け入れるかは最初のメンバー6人に委ねられたが、6人は、「Snow Manを守るため」、「どんな形であれ、Snow Manとして夢をつかみたかった」、「いままでのグループが全部なくなってしまったから、このグループだけはどうしても守りたかった。」、「どうにか頭ひとつ抜けさせるにはこの方法しかないと思ってた。」と、9人でやっていく決意をする 。そしてジャニー喜多川が倒れる2日前の2019年6月16日に、滝沢と喜多川がSnow ManのCDデビューを決定。メンバーには喜多川の病室で滝沢からデビューが告げられた。
2024年、冠番組『それSnow Manにやらせて下さい』での二宮和也との対談でメンバー増員の件について語られ、増員するメンバー3人は6人が選んだことが初めて明かされた。元々は十何人という人数になる予定だったが、最終的に「今の俺たちに足りないのはここだから3人に力を借りようって気持ちで入ってもらった」という。増員の3人に対し6人は、「3人も一人一人の人生があるから、そこの時点で9人の覚悟がなかったら、今はなかったなって思ってます」、「6人だったら絶対デビューできていないんで、3人にはめちゃくちゃ感謝してて」と語った。

### 恩師 滝沢秀明の退所
Snow Manの名付け親であり、10年間育ての親でもあった滝沢秀明の事務所退所が報道された際、9人は滝沢本人から事前に退所を知らされておらず、移籍に関しても声はかかっていなかった。「滝沢くんが行くんだったら、俺らも行くのかなと……」考えたこともあったが、会社に育ててもらったという思いや事務所を好きであるという気持ち、今の事務所で大きいことがしたいという思いから、事務所に留まる決断がなされた。なお、2022年10月31日の滝沢の退所以降、滝沢とは一切連絡を取っていないという。滝沢退所後に開催された舞台『滝沢歌舞伎ZERO FINAL』の記者会見の場で、滝沢に対し「観に来てほしい」とコメントした。

## 受賞歴
2019年
- WEIBO Account Festival in Japan・新人アーティスト賞（2019年）

2020年
- WEIBO Account Festival in Japan・人気男性アイドルグループ賞（2020年）
- ananAWARD 2020 大賞
- GQ MEN OF THE YEAR 2020 ポップ・アイコン・オブ・ザ・イヤー賞

2021年
- NYLON'S NEXT 2021 ボーイズグループ部門
- オリコン上半期ランキング2021
  - 「アーティスト別セールス部門」トータルランキング1位
  - 「作品別売上数部門」シングルランキング1位：『Grandeur』

- オリコン上半期映像ランキング2021
  - DVDランキング、BDランキング、ミュージックDVD・BDランキング1位：『Snow Man ASIA TOUR 2D.2D.』

- オリコン年間ランキング2021
  - 「作品別売上数部門」シングルランキング1位：『Grandeur』

2022年
- 第36回日本ゴールドディスク大賞
  - 「アーティスト・オブ・ザ・イヤー」（邦楽部門）
  - 「アルバム・オブ・ザ・イヤー」（邦楽）：『Snow Mania S1』
  - 「シングル・オブ・ザ・イヤー」（邦楽）：『Grandeur』

- オリコン上半期ランキング2022
  - 「アーティスト別セールス部門」トータルランキング1位
  - 「作品別売上数部門」シングルランキング1位：『ブラザービート』

- オリコン年間ランキング2022
  - 「作品別売上数部門」アルバムランキング・合算アルバムランキング1位：『Snow Labo. S2』
  - 「アーティスト別セールス部門」音楽ソフトランキング1位

2023年
- 第37回日本ゴールドディスク大賞
  - 「アーティスト・オブ・ザ・イヤー」（邦楽部門）
  - 「アルバム・オブ・ザ・イヤー」（邦楽）：『Snow Labo. S2』
  - 「ミュージック・ビデオ・オブ・ザ・イヤー」（邦楽）：『Snow Man LIVE TOUR 2021 Mania』

- オリコン年間ランキング2023
  - 「作品別売上数部門」ミュージックDVD・BDランキング1位：『Snow Man LIVE TOUR 2022 Labo.』

2024年
- トップカバーアワード グループ部門賞
- 第38回日本ゴールドディスク大賞
  - 「アーティスト・オブ・ザ・イヤー」（邦楽部門）
  - 「ミュージック・ビデオ・オブ・ザ・イヤー」（邦楽）：『Snow Man 1st DOME tour 2023 i DO ME』

- オリコン令和ランキング（令和元年〜5年）
  - 「作品別売上部門」シングルランキング1位：『Imitation Rain/D.D.』（SixTONES vs Snow Man名義）
  - 「アーティスト別セールス部門」新人ランキング1位

- オリコン上半期ランキング2024
  - 「作品別売上部門」
    - シングルランキング1位：『LOVE TRIGGER/We'll go together』
    - DVDランキング、Blu-ray Discランキング、ミュージックDVD・BDランキング1位：『Snow Man 1st DOME tour 2023 i DO ME』

  - 「アーティスト別セールス部門」トータルランキング・音楽ソフトランキング1位

- バンコク日本博2024 特別賞
- オリコン年間ランキング2024
  - 「作品別売上部門」
    - シングルランキング1位：『LOVE TRIGGER/We'll go together』
    - アルバムランキング、合算アルバムランキング1位：『RAYS』
    - DVDランキング、Blu-ray Discランキング、ミュージックDVD・BDランキング1位：『Snow Man 1st DOME tour 2023 i DO ME』

  - 「アーティスト別セールス部門」トータルランキング1位

- 第39回日本ゴールドディスク大賞
  - 「アルバム・オブ・ザ・イヤー」（邦楽）：『RAYS』
  - 「シングル・オブ・ザ・イヤー」（邦楽）：『LOVE TRIGGER/We'll go together』

2025年
- MUSIC AWARDS JAPAN 2025 最優秀アイドル賞
- オリコン上半期ランキング2025
  - 「作品別売上部門」合算アルバムランキング、アルバムランキング1位：『THE BEST 2020-2025』
  - 「アーティスト別セールス部門」音楽ソフトランキング、トータルランキング：1位

## 作品
順位はオリコンの発表する週間ランキングでの最高位。GD認定は日本レコード協会からのゴールドディスク認定を示し、日本レコード協会公式サイトの「ゴールドディスク認定検索」で、アーティスト名に「Snow Man」を含む作品の検索結果をもとに記述。

### シングル
|          | 発売日        | タイトル                       | 販売形態        | 販売形態 | 規格品番     | レーベル                       | 初動推移  | GD認定             | 順位       | 順位 | 初収録アルバム     |
| オリコン | 発売日        | タイトル                       | 販売形態        | 販売形態 | 規格品番     | レーベル                       | 初動推移  | GD認定             | JPN Hot100 |      | 初収録アルバム     |
| -------- | ------------- | ------------------------------ | --------------- | -------- | ------------ | ------------------------------ | --------- | ------------------ | ---------- | ---- | ------------------ |
| 1st      | 2020年1月22日 | D.D./Imitation Rain            | 初回盤          | CD+DVD   | AVCD-94666/B | avex trax                      | 132.8万枚 | ミリオン           | 1位        | 2位  | Snow Mania S1      |
| 1st      | 2020年1月22日 | D.D./Imitation Rain            | with SixTONES盤 | CD+DVD   | AVCD-94667/B | avex trax                      | 132.8万枚 | ミリオン           | 1位        | 2位  | Snow Mania S1      |
| 1st      | 2020年1月22日 | D.D./Imitation Rain            | 通常盤          | CD       | AVCD-94668   | avex trax                      | 132.8万枚 | ミリオン           | 1位        | 2位  | Snow Mania S1      |
| 1st      | 2020年1月22日 | D.D./Imitation Rain            | 初回盤          | CD+DVD   | SECJ-1〜2    | ソニー・ミュージックレーベルズ | 132.8万枚 | ミリオン           | 1位        | 2位  | Snow Mania S1      |
| 1st      | 2020年1月22日 | D.D./Imitation Rain            | with Snow Man盤 | CD+DVD   | SECJ-3〜4    | ソニー・ミュージックレーベルズ | 132.8万枚 | ミリオン           | 1位        | 2位  | Snow Mania S1      |
| 1st      | 2020年1月22日 | D.D./Imitation Rain            | 通常盤          | CD       | SECJ-5       | ソニー・ミュージックレーベルズ | 132.8万枚 | ミリオン           | 1位        | 2位  | Snow Mania S1      |
| 2nd      | 2020年10月7日 | KISSIN'MY LIPS/Stories         | 初回盤A         | CD+DVD   | AVCD-94848/B | avex trax                      | 91.8万枚  | ミリオン           | 1位        | 1位  | Snow Mania S1      |
| 2nd      | 2020年10月7日 | KISSIN'MY LIPS/Stories         | 初回盤B         | CD+DVD   | AVCD-94849/B | avex trax                      | 91.8万枚  | ミリオン           | 1位        | 1位  | Snow Mania S1      |
| 2nd      | 2020年10月7日 | KISSIN'MY LIPS/Stories         | 通常盤          | CD       | AVCD-94850   | avex trax                      | 91.8万枚  | ミリオン           | 1位        | 1位  | Snow Mania S1      |
| 3rd      | 2021年1月20日 | Grandeur                       | 初回盤A         | CD+DVD   | AVCD-94954/B | avex trax                      | 80.2万枚  | トリプル・プラチナ | 1位        | 1位  | Snow Mania S1      |
| 3rd      | 2021年1月20日 | Grandeur                       | 初回盤B         | CD+DVD   | AVCD-94955/B | avex trax                      | 80.2万枚  | トリプル・プラチナ | 1位        | 1位  | Snow Mania S1      |
| 3rd      | 2021年1月20日 | Grandeur                       | 通常盤          | CD       | AVCD-94956   | avex trax                      | 80.2万枚  | トリプル・プラチナ | 1位        | 1位  | Snow Mania S1      |
| 4th      | 2021年7月14日 | HELLO HELLO                    | 初回盤A         | CD+DVD   | AVCD-61077/B | avex trax                      | 80.6万枚  | トリプル・プラチナ | 1位        | 1位  | Snow Mania S1      |
| 4th      | 2021年7月14日 | HELLO HELLO                    | 初回盤B         | CD+DVD   | AVCD-61078/B | avex trax                      | 80.6万枚  | トリプル・プラチナ | 1位        | 1位  | Snow Mania S1      |
| 4th      | 2021年7月14日 | HELLO HELLO                    | 通常盤          | CD       | AVCD-61079   | avex trax                      | 80.6万枚  | トリプル・プラチナ | 1位        | 1位  | Snow Mania S1      |
| 5th      | 2021年12月1日 | Secret Touch                   | 初回盤A         | CD+DVD   | AVCD-61145/B | avex trax                      | 73.4万枚  | トリプル・プラチナ | 1位        | 1位  | Snow Labo. S2      |
| 5th      | 2021年12月1日 | Secret Touch                   | 初回盤B         | CD+DVD   | AVCD-61146/B | avex trax                      | 73.4万枚  | トリプル・プラチナ | 1位        | 1位  | Snow Labo. S2      |
| 5th      | 2021年12月1日 | Secret Touch                   | 通常盤          | CD       | AVCD-61147   | avex trax                      | 73.4万枚  | トリプル・プラチナ | 1位        | 1位  | Snow Labo. S2      |
| 6th      | 2022年3月30日 | ブラザービート                 | 初回盤A         | CD+DVD   | JWCD-63800   | MENT RECORDING                 | 78.8万枚  | トリプル・プラチナ | 1位        | 1位  | Snow Labo. S2      |
| 6th      | 2022年3月30日 | ブラザービート                 | 初回盤B         | CD+DVD   | JWCD-63801   | MENT RECORDING                 | 78.8万枚  | トリプル・プラチナ | 1位        | 1位  | Snow Labo. S2      |
| 6th      | 2022年3月30日 | ブラザービート                 | 通常盤          | CD       | JWCD-63802   | MENT RECORDING                 | 78.8万枚  | トリプル・プラチナ | 1位        | 1位  | Snow Labo. S2      |
| 7th      | 2022年7月13日 | オレンジkiss                   | 初回盤A         | CD+DVD   | JWCD-63814/B | MENT RECORDING                 | 83.0万枚  | トリプル・プラチナ | 1位        | 1位  | i DO ME            |
| 7th      | 2022年7月13日 | オレンジkiss                   | 初回盤B         | CD+DVD   | JWCD-63815/B | MENT RECORDING                 | 83.0万枚  | トリプル・プラチナ | 1位        | 1位  | i DO ME            |
| 7th      | 2022年7月13日 | オレンジkiss                   | 通常盤          | CD       | JWCD-63816   | MENT RECORDING                 | 83.0万枚  | トリプル・プラチナ | 1位        | 1位  | i DO ME            |
| 8th      | 2023年3月15日 | タペストリー/W                 | 初回盤A         | CD+DVD   | JWCD-63859/B | MENT RECORDING                 | 90.3万枚  | ミリオン           | 1位        | 1位  | i DO ME            |
| 8th      | 2023年3月15日 | タペストリー/W                 | 初回盤B         | CD+DVD   | JWCD-63860/B | MENT RECORDING                 | 90.3万枚  | ミリオン           | 1位        | 1位  | i DO ME            |
| 8th      | 2023年3月15日 | タペストリー/W                 | 通常盤          | CD       | JWCD-63861   | MENT RECORDING                 | 90.3万枚  | ミリオン           | 1位        | 1位  | i DO ME            |
| 9th      | 2023年9月6日  | Dangerholic                    | 初回盤A         | CD+DVD   | JWCD-63894/B | MENT RECORDING                 | 86.9万枚  | ミリオン           | 1位        | 1位  | RAYS               |
| 9th      | 2023年9月6日  | Dangerholic                    | 初回盤B         | CD+DVD   | JWCD-63895/B | MENT RECORDING                 | 86.9万枚  | ミリオン           | 1位        | 1位  | RAYS               |
| 9th      | 2023年9月6日  | Dangerholic                    | 通常盤          | CD       | JWCD-63896   | MENT RECORDING                 | 86.9万枚  | ミリオン           | 1位        | 1位  | RAYS               |
| 10th     | 2024年2月14日 | LOVE TRIGGER/We'll go together | 初回盤A         | CD+DVD   | JWCD-98615/B | MENT RECORDING                 | 119.3万枚 | ミリオン           | 1位        | 2位  | RAYS               |
| 10th     | 2024年2月14日 | LOVE TRIGGER/We'll go together | 初回盤B         | CD+DVD   | JWCD-98616/B | MENT RECORDING                 | 119.3万枚 | ミリオン           | 1位        | 2位  | RAYS               |
| 10th     | 2024年2月14日 | LOVE TRIGGER/We'll go together | 通常盤          | CD       | JWCD-98617   | MENT RECORDING                 | 119.3万枚 | ミリオン           | 1位        | 2位  | RAYS               |
| 11th     | 2024年7月31日 | BREAKOUT/君は僕のもの          | 初回盤A         | CD+DVD   | JWCD-98633/B | MENT RECORDING                 | 106.7万枚 | ミリオン           | 1位        | 1位  | THE BEST 2020-2025 |
| 11th     | 2024年7月31日 | BREAKOUT/君は僕のもの          | 初回盤B         | CD+DVD   | JWCD-98634/B | MENT RECORDING                 | 106.7万枚 | ミリオン           | 1位        | 1位  | THE BEST 2020-2025 |
| 11th     | 2024年7月31日 | BREAKOUT/君は僕のもの          | 通常盤          | CD       | JWCD-98635   | MENT RECORDING                 | 106.7万枚 | ミリオン           | 1位        | 1位  | THE BEST 2020-2025 |
| 12th     | 2025年7月23日 | SERIOUS                        | 初回盤A         | CD+DVD   | JWCD-25125/B | MENT RECORDING                 | 88.3万枚  | ミリオン           | 1位        | 1位  | 未収録             |
| 12th     | 2025年7月23日 | SERIOUS                        | 初回盤B         | CD+DVD   | JWCD-25126/B | MENT RECORDING                 | 88.3万枚  | ミリオン           | 1位        | 1位  | 未収録             |
| 12th     | 2025年7月23日 | SERIOUS                        | 通常盤          | CD       | JWCD-25127   | MENT RECORDING                 | 88.3万枚  | ミリオン           | 1位        | 1位  | 未収録             |

### アルバム

#### オリジナルアルバム
|     | 発売日         | タイトル      | 販売形態 | 販売形態 | 規格品番        | レーベル       | 初動推移  | GD認定   | 順位 |
| --- | -------------- | ------------- | -------- | -------- | --------------- | -------------- | --------- | -------- | ---- |
| 1st | 2021年9月29日  | Snow Mania S1 | 初回盤A  | 2CD+DVD  | AVCD-96805～6/B | avex trax      | 84.1万枚  | ミリオン | 1位  |
| 1st | 2021年9月29日  | Snow Mania S1 | 初回盤A  | 2CD+BD   | AVCD-96807～8/B | avex trax      | 84.1万枚  | ミリオン | 1位  |
| 1st | 2021年9月29日  | Snow Mania S1 | 初回盤B  | CD+DVD   | AVCD-96809/B    | avex trax      | 84.1万枚  | ミリオン | 1位  |
| 1st | 2021年9月29日  | Snow Mania S1 | 初回盤B  | CD+BD    | AVCD-96810/B    | avex trax      | 84.1万枚  | ミリオン | 1位  |
| 1st | 2021年9月29日  | Snow Mania S1 | 通常盤   | CD       | AVCD-9681       | avex trax      | 84.1万枚  | ミリオン | 1位  |
| 2nd | 2022年9月21日  | Snow Labo. S2 | 初回盤A  | CD+DVD   | JWCD-63826/B    | MENT RECORDING | 89.1万枚  | ミリオン | 1位  |
| 2nd | 2022年9月21日  | Snow Labo. S2 | 初回盤A  | CD+BD    | JWCD-63827/B    | MENT RECORDING | 89.1万枚  | ミリオン | 1位  |
| 2nd | 2022年9月21日  | Snow Labo. S2 | 初回盤B  | CD+DVD   | JWCD-63828/B    | MENT RECORDING | 89.1万枚  | ミリオン | 1位  |
| 2nd | 2022年9月21日  | Snow Labo. S2 | 初回盤B  | CD+BD    | JWCD-63829/B    | MENT RECORDING | 89.1万枚  | ミリオン | 1位  |
| 2nd | 2022年9月21日  | Snow Labo. S2 | 通常盤   | CD       | JWCD-63830      | MENT RECORDING | 89.1万枚  | ミリオン | 1位  |
| 3rd | 2023年5月17日  | i DO ME       | 初回盤A  | CD+DVD   | JWCD-63868/B    | MENT RECORDING | 106.1万枚 | ミリオン | 1位  |
| 3rd | 2023年5月17日  | i DO ME       | 初回盤A  | CD+BD    | JWCD-63869/B    | MENT RECORDING | 106.1万枚 | ミリオン | 1位  |
| 3rd | 2023年5月17日  | i DO ME       | 初回盤B  | CD+DVD   | JWCD-63870/B    | MENT RECORDING | 106.1万枚 | ミリオン | 1位  |
| 3rd | 2023年5月17日  | i DO ME       | 初回盤B  | CD+BD    | JWCD-63871/B    | MENT RECORDING | 106.1万枚 | ミリオン | 1位  |
| 3rd | 2023年5月17日  | i DO ME       | 通常盤   | CD       | JWCD-63872      | MENT RECORDING | 106.1万枚 | ミリオン | 1位  |
| 4th | 2024年10月30日 | RAYS          | 初回盤A  | CD+2DVD  | JWCD-98651/B〜C | MENT RECORDING | 108.1万枚 | ミリオン | 1位  |
| 4th | 2024年10月30日 | RAYS          | 初回盤A  | CD+BD    | JWCD-98652/B    | MENT RECORDING | 108.1万枚 | ミリオン | 1位  |
| 4th | 2024年10月30日 | RAYS          | 初回盤B  | CD+DVD   | JWCD-98653/B    | MENT RECORDING | 108.1万枚 | ミリオン | 1位  |
| 4th | 2024年10月30日 | RAYS          | 初回盤B  | CD+BD    | JWCD-98654/B    | MENT RECORDING | 108.1万枚 | ミリオン | 1位  |
| 4th | 2024年10月30日 | RAYS          | 通常盤   | CD       | JWCD-98655      | MENT RECORDING | 108.1万枚 | ミリオン | 1位  |

#### ベストアルバム
|     | 発売日        | タイトル           | 販売形態 | 販売形態    | 規格品番           | レーベル       | 初動推移  | GD認定   | 順位 |
| --- | ------------- | ------------------ | -------- | ----------- | ------------------ | -------------- | --------- | -------- | ---- |
| 1st | 2025年1月22日 | THE BEST 2020-2025 | 初回盤A  | 2CD+2DVD    | JWCD-98661〜2/B〜C | MENT RECORDING | 139.5万枚 | ミリオン | 1位  |
| 1st | 2025年1月22日 | THE BEST 2020-2025 | 初回盤A  | 2CD+Blu-ray | JWCD-98663〜4/B    | MENT RECORDING | 139.5万枚 | ミリオン | 1位  |
| 1st | 2025年1月22日 | THE BEST 2020-2025 | 初回盤B  | 2CD+2DVD    | JWCD-98665〜6/B〜C | MENT RECORDING | 139.5万枚 | ミリオン | 1位  |
| 1st | 2025年1月22日 | THE BEST 2020-2025 | 初回盤B  | 2CD+Blu-ray | JWCD-98667〜8/B    | MENT RECORDING | 139.5万枚 | ミリオン | 1位  |
| 1st | 2025年1月22日 | THE BEST 2020-2025 | 通常盤   | 2CD         | JWCD-98669〜70     | MENT RECORDING | 139.5万枚 | ミリオン | 1位  |

### CD未収録曲
JASRAC公式サイトの「作品データベース検索サービス」で、アーティスト名に「Snow Man」のみを含む楽曲の検索結果をもとに記述。
2015年
- ZIG ZAG LOVE（作詞：MINE、作曲：MINE/川口進/ATSUSHI SHIMADA） - JASRAC作品コード：212-8594-2 ※初のオリジナル曲

2018年
- Snow Dream（作詞：森月キャス、作曲：ATS-） - JASRAC作品コード：236-3985-7

2019年
- 紹介RAP 〜We are Snow Man〜（作詞：阿部亮平、作曲：阿部亮平/前田佑/栗原暁） - JASRAC作品コード：249-4121-2

2020年
- Black Gold（作詞：EMI K. LYNN、作曲：BERGLUND KEN MIKAEL/LOVE ANDY） - JASRAC作品コード：1O8-8726-3

2021年
- One Heart（作詞：草川瞬、作曲：草川瞬/Susumu Kawaguchi） - JASRAC作品コード：262-5588-0

### 映像作品
|     | 発売日         | タイトル                            | 販売形態 | 販売形態 | 規格品番       | レーベル       | 初動推移 | GD認定             | 順位                                                          |
| --- | -------------- | ----------------------------------- | -------- | -------- | -------------- | -------------- | -------- | ------------------ | ------------------------------------------------------------- |
| 1st | 2021年3月3日   | Snow Man ASIA TOUR 2D.2D.           | 4DVD     | 初回盤   | AVBD-27974〜7  | avex trax      | 17.0万枚 | ダブル・プラチナ   | DVD：1位 BD：1位 ミュージックDVD・BD：1位                     |
| 1st | 2021年3月3日   | Snow Man ASIA TOUR 2D.2D.           | 3DVD     | 通常盤   | AVBD-27981〜3  | avex trax      | 17.0万枚 | ダブル・プラチナ   | DVD：1位 BD：1位 ミュージックDVD・BD：1位                     |
| 1st | 2021年3月3日   | Snow Man ASIA TOUR 2D.2D.           | 3BD      | 初回盤   | AVXD-27978〜80 | avex trax      | 23.6万枚 | ダブル・プラチナ   | DVD：1位 BD：1位 ミュージックDVD・BD：1位                     |
| 1st | 2021年3月3日   | Snow Man ASIA TOUR 2D.2D.           | 2BD      | 通常盤   | AVXD-27984〜5  | avex trax      | 23.6万枚 | ダブル・プラチナ   | DVD：1位 BD：1位 ミュージックDVD・BD：1位                     |
| 2nd | 2022年5月4日   | Snow Man LIVE TOUR 2021 Mania       | 4DVD     | 初回盤   | JWBD-63803〜6  | MENT RECORDING | 16.5万枚 | ダブル・プラチナ   | DVD：1位 BD：1位 ミュージックDVD・BD：1位                     |
| 2nd | 2022年5月4日   | Snow Man LIVE TOUR 2021 Mania       | 2DVD     | 通常盤   | JWBD-63810〜1  | MENT RECORDING | 16.5万枚 | ダブル・プラチナ   | DVD：1位 BD：1位 ミュージックDVD・BD：1位                     |
| 2nd | 2022年5月4日   | Snow Man LIVE TOUR 2021 Mania       | 3BD      | 初回盤   | JWXD-63807〜9  | MENT RECORDING | 29.6万枚 | ダブル・プラチナ   | DVD：1位 BD：1位 ミュージックDVD・BD：1位                     |
| 2nd | 2022年5月4日   | Snow Man LIVE TOUR 2021 Mania       | 2BD      | 通常盤   | JWXD-63812〜3  | MENT RECORDING | 29.6万枚 | ダブル・プラチナ   | DVD：1位 BD：1位 ミュージックDVD・BD：1位                     |
| 3rd | 2023年7月5日   | Snow Man LIVE TOUR 2022 Labo.       | 4DVD     | 初回盤   | JWBD-63879〜82 | MENT RECORDING | 24.6万枚 | トリプル・プラチナ | DVD：1位 BD：1位 ミュージックDVD・BD：1位                     |
| 3rd | 2023年7月5日   | Snow Man LIVE TOUR 2022 Labo.       | 3DVD     | 通常盤   | JWBD-63886〜8  | MENT RECORDING | 24.6万枚 | トリプル・プラチナ | DVD：1位 BD：1位 ミュージックDVD・BD：1位                     |
| 3rd | 2023年7月5日   | Snow Man LIVE TOUR 2022 Labo.       | 3BD      | 初回盤   | JWXD-63883〜5  | MENT RECORDING | 44.0万枚 | トリプル・プラチナ | DVD：1位 BD：1位 ミュージックDVD・BD：1位                     |
| 3rd | 2023年7月5日   | Snow Man LIVE TOUR 2022 Labo.       | 3BD      | 通常盤   | JWXD-63889〜91 | MENT RECORDING | 44.0万枚 | トリプル・プラチナ | DVD：1位 BD：1位 ミュージックDVD・BD：1位                     |
| 4th | 2023年12月31日 | Snow Man 1st DOME tour 2023 i DO ME | 4DVD     | 初回盤   | JWBD-98601〜4  | MENT RECORDING | 26.8万枚 | トリプル・プラチナ | DVD：1位 BD：1位 ミュージックDVD・BD：1位 （いずれも2週連続） |
| 4th | 2023年12月31日 | Snow Man 1st DOME tour 2023 i DO ME | 3DVD     | 通常盤   | JWBD-98608〜10 | MENT RECORDING | 26.8万枚 | トリプル・プラチナ | DVD：1位 BD：1位 ミュージックDVD・BD：1位 （いずれも2週連続） |
| 4th | 2023年12月31日 | Snow Man 1st DOME tour 2023 i DO ME | 3BD      | 初回盤   | JWXD-98605〜7  | MENT RECORDING | 46.6万枚 | トリプル・プラチナ | DVD：1位 BD：1位 ミュージックDVD・BD：1位 （いずれも2週連続） |
| 4th | 2023年12月31日 | Snow Man 1st DOME tour 2023 i DO ME | 2BD      | 通常盤   | JWXD-98611〜2  | MENT RECORDING | 46.6万枚 | トリプル・プラチナ | DVD：1位 BD：1位 ミュージックDVD・BD：1位 （いずれも2週連続） |
| 5th | 2025年6月25日  | Snow Man Dome Tour 2024 RAYS        | 3DVD     | 初回盤   | JWBD-25115〜7  | MENT RECORDING | 23.2万枚 | ダブル・プラチナ   | DVD：1位 BD：1位 ミュージックDVD・BD：1位                     |
| 5th | 2025年6月25日  | Snow Man Dome Tour 2024 RAYS        | 2DVD     | 通常盤   | JWBD-25120〜1  | MENT RECORDING | 23.2万枚 | ダブル・プラチナ   | DVD：1位 BD：1位 ミュージックDVD・BD：1位                     |
| 5th | 2025年6月25日  | Snow Man Dome Tour 2024 RAYS        | 3BD      | 初回盤   | JWXD-25112〜4  | MENT RECORDING | 39.5万枚 | ダブル・プラチナ   | DVD：1位 BD：1位 ミュージックDVD・BD：1位                     |
| 5th | 2025年6月25日  | Snow Man Dome Tour 2024 RAYS        | 2BD      | 通常盤   | JWXD-25118〜9  | MENT RECORDING | 39.5万枚 | ダブル・プラチナ   | DVD：1位 BD：1位 ミュージックDVD・BD：1位                     |

### ミュージック・ビデオ
| 楽曲                     | リンク      | 監督                             | 備考                             | 初収録作品                     |
| ------------------------ | ----------- | -------------------------------- | -------------------------------- | ------------------------------ |
| D.D.                     | [ 動画 1 ]  | Gibeak Lee (TIGER-CAVE)          |                                  | D.D./Imitation Rain            |
| KISSIN' MY LIPS          | [ 動画 2 ]  | Hidenobu Tenabe                  |                                  | KISSIN'MY LIPS/Stories         |
| Stories                  | [ 動画 3 ]  | Shintaro Sakai (L‘ESPACE CREATE) |                                  | KISSIN'MY LIPS/Stories         |
| Grandeur                 | [ 動画 4 ]  | FUBI                             |                                  | Grandeur                       |
| ナミダの海を越えて行け   | [ 動画 5 ]  |                                  |                                  | Grandeur                       |
| Big Bang Sweet           | [ 動画 6 ]  | Kanji Suto (P.I.C.S.)            |                                  | Grandeur                       |
| HELLO HELLO              | [ 動画 7 ]  | Haruka Furuya                    |                                  | HELLO HELLO                    |
| 縁 -YUÁN-                | [ 動画 8 ]  | Yuki Tsujimoto (DreamFly)        |                                  | HELLO HELLO                    |
| EVOLUTION                | [ 動画 9 ]  | Spikey John                      |                                  | Snow Mania S1                  |
| Snow World               | [ 動画 10 ] | Firn                             |                                  | Snow Mania S1                  |
| 終わらない Memories      |             |                                  |                                  | Snow Mania S1                  |
| Secret Touch             | [ 動画 11 ] | Yuki Wakisaka                    |                                  | Secret Touch                   |
| ブラザービート           | [ 動画 12 ] | Ikuma Ara                        |                                  | ブラザービート                 |
| オレンジkiss             | [ 動画 13 ] | Takuto Shimpo                    |                                  | オレンジkiss                   |
| JUICY                    | [ 動画 14 ] | アマゾニスト“NINO”               |                                  | Snow Labo. S2                  |
| ボクとキミと             | [ 動画 15 ] | G2 Yuki Tsujimoto                |                                  | Snow Labo. S2                  |
| HYPNOSIS                 | [ 動画 16 ] | Daiki Kamoshita                  | 岩本・向井・目黒のユニット曲     | Snow Labo. S2                  |
| ガラライキュ！           | [ 動画 17 ] | Hideaki Fukui                    | 深澤・ラウール・渡辺のユニット曲 | Snow Labo. S2                  |
| Color me live...         | [ 動画 18 ] | YerD（FUBI）/ Riku Ozama（FUBI） | 阿部・宮舘・佐久間のユニット曲   | Snow Labo. S2                  |
| タペストリー             | [ 動画 19 ] | Kensaku Kakimoto                 |                                  | タペストリー/W                 |
| W                        | [ 動画 20 ] | Riku Ozama (FUBI)/YerD (FUBI)    |                                  | タペストリー/W                 |
| あいことば               | [ 動画 21 ] | Yutaka Obara                     |                                  | i DO ME                        |
| slow…                    | [ 動画 22 ] | Hidenobu Tanabe                  |                                  | i DO ME                        |
| Two                      | [ 動画 23 ] | Tai Nakazawa                     | 渡辺・目黒のユニット曲           | i DO ME                        |
| Bass Bon                 | [ 動画 24 ] | Hidenobu Tanabe                  | ラウール・佐久間のユニット曲     | i DO ME                        |
| Vroom Vroom Vroom        | [ 動画 25 ] | Yuki Tsujimoto                   | 岩本・深澤・宮舘のユニット曲     | i DO ME                        |
| Gotcha!                  | [ 動画 26 ] | Yuichiro Saeki                   | 向井・阿部のユニット曲           | i DO ME                        |
| Dangerholic              | [ 動画 27 ] | アマゾニスト“NINO”               |                                  | Dangerholic                    |
| DA BOMB                  | [ 動画 28 ] | Takeshi Nakamura (CAVIAR)        |                                  | Dangerholic                    |
| LOVE TRIGGER             | [ 動画 29 ] | Hidenobu Tanabe                  |                                  | LOVE TRIGGER/We'll go together |
| We'll go together        | [ 動画 30 ] | Hidenobu Tanabe                  |                                  | LOVE TRIGGER/We'll go together |
| BREAKOUT                 | [ 動画 31 ] | Ryohei Shingu                    |                                  | BREAKOUT/君は僕のもの          |
| 君は僕のもの             | [ 動画 32 ] | Fujimaru Totsuka                 |                                  | BREAKOUT/君は僕のもの          |
| EMPIRE                   | [ 動画 33 ] | YUANN (kidzfrmnowhere.)          |                                  | RAYS                           |
| One                      | [ 動画 34 ] | Hidejin Kato                     |                                  | RAYS                           |
| SBY                      | [ 動画 35 ] | Daichi Yasuda                    |                                  | THE BEST 2020-2025             |
| iro iro                  | [ 動画 36 ] | Hiroki Nakamura                  | 深澤のソロ曲                     | THE BEST 2020-2025             |
| 守りたい、その笑顔       | [ 動画 37 ] | Nobuaki Hongo                    | 佐久間のソロ曲                   | THE BEST 2020-2025             |
| I・だって止まらない      | [ 動画 38 ] | Santa Yamagishi                  | 宮舘のソロ曲                     | THE BEST 2020-2025             |
| Induction                | [ 動画 39 ] | YUANN                            | ラウールのソロ曲                 | THE BEST 2020-2025             |
| いっそ、嫌いになれたら。 | [ 動画 40 ] | Hideharu Ueki                    | 阿部のソロ曲                     | THE BEST 2020-2025             |
| オトノナルホウヘ         | [ 動画 41 ] | Hidenobu Tanabe                  | 渡辺のソロ曲                     | THE BEST 2020-2025             |
| 朝の時間                 | [ 動画 42 ] | Yoshika Matsuoka                 | 目黒のソロ曲                     | THE BEST 2020-2025             |
| 7%                       | [ 動画 43 ] | Dai Ikeda                        | 岩本のソロ曲                     | THE BEST 2020-2025             |
| ファインダー             | [ 動画 44 ] | Prapat Kusirivanichakorn         | 向井のソロ曲                     | THE BEST 2020-2025             |
| SERIOUS                  | [ 動画 45 ] | YUANN (kidzfrmnowhere.)          |                                  | SERIOUS                        |

## タイアップ
| 楽曲                   | タイアップ |
| ---------------------- | --- |
| Lock on!               | CM：小久保製氷冷蔵「ロックアイス」 |
| Make It Hot            | 日本テレビ系シンドラ『簡単なお仕事です。に応募してみた』主題歌 |
| Party! Party! Party!   | マイナビ presents 第29回 東京ガールズコレクション 2019 AUTUMN/WINTER オフィシャルソング |
| D.D.                   | CM：セブン-イレブン「Snow Manクーポン」篇 NTTドコモ「新体感ライブ」キャンペーンソング |
| KISSIN'MY LIPS         | Web Movie：パルファン・クリスチャン・ディオール「Dior Addict」 CM：セブンネットショッピング |
| ナミダの海を越えて行け | TBS系『それSnow Manにやらせて下さい』テーマソング CM：アパマンショップ「オンライン接客体験篇」 |
| Stories                | テレビ東京系『ブラッククローバー』オープニングテーマ |
| Grandeur               | テレビ東京系・BSテレビ東京『ブラッククローバー』第13クールオープニングテーマ CM：セブンネットショッピング                                                                                            |
| Big Bang Sweet         | CM：不二家「LOOK（ルック）チョコレート」篇 「不二家洋菓子店 Smile Switchキャンペーン」篇 |
| HELLO HELLO            | 映画『ハニーレモンソーダ』主題歌 |
| 縁 -YUÁN-              | 映画『白蛇：縁起』日本語吹替版主題歌 |
| YumYumYum〜SpicyGirl〜 | CM：モスバーガー「スパイスサマー」篇 |
| Be Proud!              | TBS系『それSnow Manにやらせて下さい』テーマソング |
| Delicious!!!           | CM：不二家「不二家LOOK たのしめルック！」篇 不二家「不二家洋菓子店 素材って、愛だ。」篇 |
| Secret Touch           | テレビ朝日系オシドラサタデー『消えた初恋』主題歌 |
| My Sweet Girl          | CM：アパマンショップ「日時希望・スタッフ指名篇」 |
| ブラザービート         | 映画『おそ松さん』主題歌 |
| REFRESH                | CM：アサヒグループ食品 ミンティア「瞬間ミント打法ダンス」篇 |
| From Today             | CM：モスバーガー「何が変わった？」篇 |
| NO SURRENDER!          | TBS系『それSnow Manにやらせて下さい』テーマソング |
| オレンジkiss           | 映画『モエカレはオレンジ色』主題歌 |
| Wonderful! × Surprise! | CM：モスバーガー「おいしい撮り方」篇 |
| Brand New Smile        | CM：不二家「不二家LOOK まよえる！えらべる！たのしめルック！新商品」篇 「不二家洋菓子店 ケーキで、あしたを、スマイルに。」篇                                                                          |
| Luv Classic            | CM：モスバーガー「とびきりの誘惑」篇 |
| BOOM BOOM LIGHT        | PUMAキャンペーン「9 PEOPLE,9 COLORS.」WEBムービー |
| This is LOVE           | CM：アパマンショップ「スタッフ指名・扉篇」 |
| タペストリー           | 映画『わたしの幸せな結婚』主題歌 |
| W                      | 日本テレビ系土曜ドラマ『大病院占拠』主題歌 日本テレビ系土曜ドラマ『新空港占拠』主題歌 日本テレビ系土曜ドラマ『放送局占拠』主題歌                                                                     |
| POWEEEEER              | CM：アサヒグループ食品 ミンティア「リフレッシュをチカラに。」篇 |
| ココロヒトツ           | TBS系『それSnow Manにやらせて下さい』テーマソング |
| Julietta               | CM：モスバーガー「おいしさ規格外」篇、「もちっ、パリッ、とろっ」篇 |
| Dangerholic            | TBS系金曜ドラマ『トリリオンゲーム』主題歌 |
| ANY & EVERY            | CM：不二家「不二家ルック・ショコラティエ ア・ラ・モード」篇 「不二家ルック・ショコラティエ ミルクパレード&ホワイトラバーズ」篇 「不二家洋菓子店 新しい不二家」篇 「不二家洋菓子店 新しいおいしさ」篇 |
| LOVE TRIGGER           | テレビ朝日系オシドラサタデー『恋する警護24時』主題歌 |
| We'll go together      | 日本テレビ系シンドラ『先生さようなら』主題歌 「2024 さっぽろホワイトイルミネーション」 コラボレートソング                                                                                            |
| BREAKOUT               | 映画『赤羽骨子のボディガード』主題歌 |
| 君は僕のもの           | テレビ朝日系オシドラサタデー『青島くんはいじわる』主題歌 |
| ROCK 'N' ROLL          | TBS系『それSnow Manにやらせて下さい』テーマソング |
| A PIECE OF CAKE        | CM：不二家「不二家 どれから食べルック？ チョコ天使」篇 「不二家洋菓子店 ほめ曜日 うまくいった日」篇                                                                                                  |
| One                    | テレビ朝日系IMAnimation『ブルーロック VS. U-20 JAPAN』エンディングテーマ |
| SBY                    | 映画『劇場版 トリリオンゲーム』主題歌 |
| SERIOUS                | 映画『事故物件ゾク 恐い間取り』主題歌 |

## 出演

### 舞台
- 滝沢歌舞伎
  - 滝沢歌舞伎 2012（2012年4月8日 - 5月6日、日生劇場）[20]
  - 滝沢演舞城 2013（2013年4月7日 - 5月12日、新橋演舞場）[211]
  - 滝沢歌舞伎 2014（2014年3月6日 - 30日、博多座 / 4月7日 - 5月6日、新橋演舞場）[212]
  - 滝沢歌舞伎 10th Anniversary（2015年4月8日 - 5月17日、新橋演舞場 / 8月18日 - 23日、シンガポール・マリーナベイサンズ グランドシアター）[213][214]
  - 滝沢歌舞伎 2016（2016年4月10日 - 5月15日、新橋演舞場）[215]
  - 滝沢歌舞伎 2017（2017年4月6日 - 5月14日、新橋演舞場）[216][217]
  - 滝沢歌舞伎2018（2018年4月5日 - 5月13日、新橋演舞場 / 6月4日 - 30日、御園座）[218]
  - 滝沢歌舞伎ZERO（2019年2月3日 - 25日、京都四条南座[24] / 4月10日 - 5月19日、新橋演舞場） - 主演[219][注釈 12]
  - 滝沢歌舞伎ZERO 2021（2021年4月8日 - 5月16日[注釈 13]、新橋演舞場 / 6月2日 - 27日、御園座） - 主演[225]
  - 滝沢歌舞伎ZERO 2022（2022年4月6日 - 5月16日、新橋演舞場）- 主演[226]
  - 滝沢歌舞伎ZERO FINAL（2023年4月8日 - 30日、新橋演舞場） - 主演[227]
- DREAM BOY
  - DREAM BOYS（2012年9月3日 - 9月29日、帝国劇場）[228]
  - DREAM BOYS JET（2013年9月5日 - 29日、帝国劇場）[228]
  - DREAM BOYS（2014年9月4日 - 30日、帝国劇場）[228]
- ジャニーズ銀座
  - Live House ジャニーズ銀座（2013年5月27日 - 31日、シアタークリエ）[229]
  - ジャニーズ銀座2014（2014年6月2日 - 4日、シアタークリエ）[230][231]
  - ジャニーズ銀座2015（2015年5月27日 - 29日、シアタークリエ）[232]
  - ジャニーズ銀座2016（2016年5月17日 - 20日、シアタークリエ）[233]
  - ジャニーズ銀座2017（2017年5月30日 - 6月4日、シアタークリエ）[234][235]
- ABC座
  - ABC座 2013 ジャニーズ伝説（2013年10月6日 - 10月28日、日生劇場）[236]
  - ABC座 2014 ジャニーズ伝説（2014年5月9日 - 5月30日、日生劇場）[237]
- JOHNNYS' World -ジャニーズ・ワールド-
  - JOHNNYS' 2020 WORLD -ジャニーズ トニトニ ワールド-（2013年12月7日 - 2014年1月27日、帝国劇場）
  - 2015新春 JOHNNYS' World（2015年1月1日 - 1月27日、帝国劇場）[214]
  - JOHNNYS' World（2015年12月11日 - 2016年1月27日、帝国劇場）[238]
  - JOHNNYS' ALL STARS IsLAND（2016年12月3日 - 2017年1月24日、帝国劇場）[239]
  - JOHNNYS' Happy New Year IsLAND（2018年1月1日 - 27日、帝国劇場）[240]
  - JOHNNYS' King & Prince IsLAND（2018年12月6日 - 2019年1月9日[注釈 14]、帝国劇場）[242]
- 少年たち
  - 少年たち 世界の夢が…戦争を知らない子供達（2015年9月4日 - 28日、日生劇場） - SixTONESと主演[2]
  - 少年たち 危機一髪!（2016年9月4日 - 28日、日生劇場）[243] - SixTONESと主演[244]
  - 少年たち 〜Born Tomorrow〜（2017年9月7日 - 28日、日生劇場 / 10月27日 - 11月12日、大阪松竹座） - SixTONESと主演[245][246][247]
  - 少年たち LIVE（2017年10月7日 - 9日、穂の国とよはし芸術劇場PLAT主ホール / 10月11日、姫路市文化センター大ホール / 10月13日、和歌山県民文化会館大ホール / 10月17日、広島文化学園HBGホール）[248]
  - 少年たち そして、それから…（2018年9月7日 - 28日、日生劇場）[249] - SixTONESと主演[250]
  - 少年たち To be!（2019年9月7日 - 28日、日生劇場） - SixTONESと主演[17][251]

### コンサート・フェス
- テレビ朝日・六本木ヒルズ 夏祭り SUMMER STATION
  - サマステジャニーズキングダム〔髙橋海人・Snow Man・Love-tune〕（2016年7月26日 - 29日、8月8日、12日、15日、EXシアター六本木）[252]
  - サマステ 〜君たちが〜KING'S TREASURE（2017年8月8日 - 10日〔単独公演〕、8月11日 - 13日〔SixTONESと合同公演〕）[253]
- ジャニーズJr.祭り
  - ジャニーズJr.祭り（2017年3月24日 - 26日、横浜アリーナ）[254][255]
  - ジャニーズJr.祭り 2018（2018年2月23日 - 25日、大阪城ホール / 3月24日 - 27日、横浜アリーナ〔3月25日は単独公演〕）[256]
  - ジャニーズJr.8・8祭り〜東京ドームから始まる〜（2019年8月8日、東京ドーム）[26]
- お台場 踊り場 土日の遊び場（2017年12月2日・3日、東京・お台場湾岸スタジオ 特別会場）[257]
- ジャニーズカウントダウンライブ
  - ジャニーズカウントダウン2019-2020（2019年12月31日、東京ドーム）[258]
  - 日本中に元気を!!ジャニーズカウントダウン2020-2021〜東京の街から歌でつながる生放送〜（渋谷PARCOで事前収録）[51]
  - ジャニーズカウントダウン2021-2022（2021年12月31日、東京ドーム）[259]
  - ジャニーズカウントダウン2022-2023（2022年12月31日、東京ドーム）[260]
- Summer Paradise
  - Summer Paradise 2018（2018年8月7日 - 12日、TOKYO DOME CITY HALL）[261]
  - Summer Paradise 2019（2019年7月27日 - 8月6日・8月23日 - 28日、TOKYO DOME CITY HALL）[262][263]
- ジャニーズ IsLAND Festival（2019年5月25日・26日、さいたまスーパーアリーナ）Travis Japan、なにわ男子と合同公演[264][265]
- Johnny's Festival 〜Thank you 2021 Hello 2022〜（2021年12月30日、東京ドーム）[266]
- WE ARE! Let's get the party STARTO!!（2024年4月10日、東京ドーム / 5月29日・30日、京セラドーム大阪）[267][268]
- SUMMER SONIC BANGKOK 2025（2025年8月23日予定、バンコク・IMPACT Challenger Hall）[269]

### イベント
- 東京ガールズコレクション
  - 東京ガールズコレクション マイナビ presents 第29回 東京ガールズコレクション 2019 AUTUMN/WINTER（2019年9月7日、さいたまスーパーアリーナ）[270]
  - 第34回 マイナビ 東京ガールズコレクション 2022 SPRING/SUMMER（2022年3月23日、国立代々木競技場第一体育館）[271]
- YouTube FanFest Japan 2019（2019年12月5日、幕張メッセ）[272]
- Japan Expo Thailand 2020（2020年2月1日、バンコク・セントラルワールド）[273]
  - JAPAN EXPO THAILAND 2022（2022年1月23日、バンコク） - VTR出演[注釈 15]
- 新体感ライブ With SixTONES/Snow Man（2020年2月18日、東京都内某所）[275]
- 新体感ライブ CONNECT With SixTONES/Snow Man（2020年3月18日、Billboard Live TOKYO）[276]

### テレビ番組
- ザ少年倶楽部（2012年 - 2023年3月31日、NHK BSプレミアム・NHK総合・NHKワールド・プレミアム）
- ジャニーズJr.dex（2017年10月21日 - 2018年3月3日[277]、フジテレビ）[278]
- 調べるJ（2019年7月20日[279]・12月27日[280]、テレビ朝日）
- 7G〜SEVENTH GENERATION〜（2019年8月31日〔30日深夜〕[281]・12月25日[282]、2020年3月26日〔深夜〕、フジテレビ）
- それSnow Manにやらせて下さい（2020年3月25日[283]・2021年1月1日[284]・4月11日 - 、TBSテレビ）[285]
- ラヴィット!（2021年4月2日 - 30日、TBSテレビ） - 4月度マンスリーゲスト[286][注釈 16]
- Snow Manが豪邸でシェアハウスしてみた（2022年3月6日・13日・20日・27日、テレビ東京）[287]
- 旅するSnow Man - Traveling with Snow Man -（2025年7月27日、日本テレビ）[288][289]

### NHK紅白歌合戦出場歴
| 年度 | 放送回 | 回       | 曲目                                    | 備考                    |
| --- | ------ | -------- | --------------------------------------- | ----------------------- |
| 2019年 | 第70回 | 特別企画 | Let's Go to 2020 Tokyo                  | ジャニーズJr.として出場 |
| 2021年 | 第72回 | 初       | D.D.                                    | 前半白組トリ            |
| 2022年 | 第73回 | 2        | ブラザービート〜紅白みんなでシェー!SP〜 | 前半白組トリ（2）       |
| - 備考のトリ等の次にある（）はトリ等を務めた回数を表す。 - 前半トリとは1990年以降の紅白において、前半戦（ニュース中断まで）で両軍の締めくくりを務めたことを指す。 |        |          |                                         |                         |

- 第71回（2020年）は選出されたが、宮舘の新型コロナウイルス感染およびメンバー全員の濃厚接触を受け、出場見送りとなった。

### 映画
- 劇場版 私立バカレア高校（2012年10月13日公開、ショウゲート）[294]
- ラスト・ホールド!（2018年5月12日公開、松竹）[295][296]
- 映画 少年たち（2019年3月29日公開、松竹）[297]
- 滝沢歌舞伎 ZERO 2020 The Movie（2020年12月4日公開、松竹） - 主演[44]
- おそ松さん（2022年3月25日公開、東宝） - 主演[298]

### ネット配信
- ジャニーズJr.チャンネル（2018年3月21日 - 2019年12月18日[30]、YouTube） - 水曜日担当[299]
- ISLAND TV（2019年3月1日[300] - 2021年1月31日[301]）
- Snow Manチャンネル（2019年12月 - 、YouTube）[30]
- それSnow Manにやらせて下さい（2020年4月24日 - 2021年4月2日[注釈 17]、Paravi）
- Johnny's World Happy LIVE with YOU（2020年6月21日、Johnny's netオンライン）[305]
- YouTube FanFest 2020（2020年10月11日、YouTube）[306]
- Snow Man 1st Stadium Live Snow World / Snow Man 1st Stadium Live Snow World -Behind the Scenes-（2025年6月13日、Netflix）[307][308]
- 旅するSnow Man / 完全版 - Traveling with Snow Man -（2025年7月27日 -  11月2日〈予定〉、〈全10回〉、Disney+）[289]

### ラジオ番組
- らじらー!サタデー（2019年4月 - 2021年3月20日[309]、NHKラジオ第1放送） - 22時台MC（SixTONES・Travis Japanと週替わりで担当）[310]
- Snow Manの「素のWoman」（2019年8月9日[311]、10月[312] - 12月26日[313]、文化放送）
  - Snow Manの素のまんま（2020年1月9日 - 、文化放送）[314]
- Snow World Radio（2025年4月21日 - 、Apple Music）[315]

### PV
- KEN☆Tackey
  - 「逆転ラバーズ」（2018年）[316]
  - 「浮世艶姿桜」〔Dance Music〕（2018年）[317]
  - 「蒼き日々」〔Dance Music〕（2018年）[317]
- A.B.C-Z
  - 「Reboot!!!」（2017年）[318]
  - 「Future Light」（2018年）[319]

### CM・広告
- 小久保製氷冷蔵「ロックアイス」（2019年6月9日）[162]
- 花王「Bioreふくだけコットン」（2019年8月9日 - ） - WEB動画広告のみ[320][321]
- NTTドコモ「新体感ライブ」（2019年12月 - ）[275]
- セブンイレブン「VSコラボキャンペーン」（2019年12月 - ） - SixTONESと共演[322]
- 不二家 Smile Switch ブランドキャラクター（2020年9月 - ）[323][324][325]
- アサヒグループ食品「ミンティア」（2022年3月 - ）[326]
- プーマ ジャパン
  - 「PUMA×ABC-MART 限定キャンペーン」（2022年10月 - ） - WEBムービー[327]
  - アンバサダー就任（2023年11月 - ）[328]
  - 「TO THE NEW WORLD」（2024年11月 - ）[329]
  - 「UNSTOPPABLE」（2025年4月 - ） - WEBムービー[330]
- ティファニー ブランドアンバサダー（2022年10月 - ）[331]
- カルビー CMキャラクター
  - 「クリスプ」（2025年4月7日 - ）[332]
  - 「miino」（2025年5月19日 - ）[333]

### その他
- Snow Man 1st POP-UP（2025年8月30日 - 9月14日予定、韓国 ソウル XYZ Seoul / 台湾・台北 / タイ・バンコク / 大阪 / 東京）[334]

## 書籍

### 雑誌連載
- 集英社 『Myojo』
  - 「Now! Know!! Snow Man!!!」（2015年4月号 - ）[372]
  - 「Snowmania」（2020年3月号 - ）
  - 「スノモリ」
- 日之出出版『Dance SQUARE』短期連載「Snow Man徹底解剖!!」（vol.9 - vol.14）[373]
- KADOKAWA『ザテレビジョン』（2019年5月31日号[374] - 2023年3月10日号[375]）→『月刊ザテレビジョン』（2023年5月号[376] - ）「Snow らいふ」
- ワニブックス『WiNK UP』「Snow ManのSnote」（2020年4月号 - ）[377]
- 学研プラス 『POTATO』「キミの知らないSnow Man」（2020年6月号 - ）
- ホーム社 『デュエット』「スノケン」（2020年5月号 - ）
- マガジンハウス『anan』「『滝沢歌舞伎 ZERO 2020 The Movie』の軌跡」（2221号〈2020年10月14日発売号〉 - 2231号〈2020年12月25日発売号）[378][379]